# Bundesautobahn 15
Pour les articles homonymes, voir A15.
L'autoroute allemande 15 (Bundesautobahn 15 en allemand et BAB 15 en abrégé) est un axe autoroutier qui reliera Berlin à la frontière germano-polonaise, puis au-delà, par l'intermédiaire de l'autoroute polonaise A18 vers Cracovie en Pologne, via Bolesławiec, Wrocław et Katowice.
La construction de cette autoroute n'était pas terminée quand la Seconde Guerre mondiale éclata. Les travaux furent interrompus.
Après 1945, la guerre froide gela toute évolution et initiative. La A15 resta longtemps une autoroute à deux voies.
Depuis la réunification de l'Allemagne, des projets ont vu le jour et commencent à être réalisés, notamment la prolongation du tronçon actuel de la A15 en direction de Berlin.
L'autoroute A15 fait 64 kilomètres en 2008. Elle permet, dans un sens, d'atteindre la frontière polonaise et de poursuivre vers Cracovie. Dans l'autre sens, elle dessert Cottbus et la région du Spreewald dans la Lusace de langue sorabe.
Après le Spreewald, la A15 rejoint la A13 qui mène à Berlin.